# Jean-Marc Mormeck
Jean-Marc Mormeck (* 3. Juni 1972 in Pointe-à-Pitre, Guadeloupe) ist ein ehemaliger französischer Boxer und ehemaliger Weltmeister der WBA und WBC im Cruisergewicht.

## Profikarriere
Mormeck wurde 1995 Profi im Halbschwergewicht und verlor bereits zwei seiner ersten fünf Kämpfe nach Punkten. Sein erster Erfolg war der Gewinn des französischen Meistertitels im Halbschwergewicht im November 1998.
Ab 2001 boxte er im Cruisergewicht. Am 23. Februar 2002 forderte er in Marseille den WBA-Titelträger Virgil Hill heraus. Er dominierte den US-Amerikaner und brachte ihn schließlich dazu, den Kampf nach der achten Runde aufzugeben. Hill wurde im Anschluss außerdem positiv auf Steroide getestet. Nach zwei Titelverteidigungen kam es im Mai 2004 in Südafrika zum Rückkampf mit Hill, den Mormeck ebenfalls, wenn auch nur knapp nach Punkten, für sich entscheiden konnte.
Anschließend strebte er die Vereinigung der wichtigen Titel der Gewichtsklasse an. Am 2. April 2005 konnte er sich durch einen Punktsieg gegen den ungeschlagenen Wayne Braithwaite aus Guyana auch den WBC-Titel sichern. Sein nächster Gegner war dann am 7. Januar 2006 im Madison Square Garden der Jamaikaner O’Neil Bell, der im Besitz des IBF-Gürtel war. Nach recht ausgeglichenem Kampf ging Mormeck allerdings in der zehnten Runde K. o.
Der Rückkampf mit Bell um den WBA- und WBC-Titel fand am 17. März 2007 in Frankreich statt und wurde von Mormeck nach Punkten gewonnen. Allerdings verlor er seine Titel am 10. November 2007 in Frankreich durch technischen K. o. in Runde sieben an David Haye, nachdem er diesen in der vierten Runde am Boden hatte. Nach dem Kampf beendete Mormeck vorläufig seine Karriere.
Am 18. Dezember 2009 kehrte er erfolgreich in den Boxring zurück, diesmal im Schwergewicht. In seinem ersten Kampf in dieser Gewichtsklasse besiegte der den US-Amerikaner Vinny Maddalone in acht Runden nach Punkten. Am 6. Mai 2010 folgte ein knapper, umstrittener Punktsieg gegen Fres Oquendo, und am 2. Dezember 2010 wurde Mormeck durch einen Punktsieg gegen Timur Ibragimov neuer Internationaler Meister der WBA.
Mormeck wurde dann als Gegner für eine freiwillige Titelverteidigung des WBA-, WBO- und IBF-Weltmeisters Wladimir Klitschko am 10. Dezember 2011 in der Düsseldorfer ESPRIT arena verpflichtet. Da Klitschko den Kampf wegen einer Nierenkolik zunächst absagen musste, wurde er am 3. März 2012 nachgeholt. Mormeck, der zu diesem Zeitpunkt bereits seit 15 Monaten keinen Kampf bestritten hatte, war dem hoch favorisierten Klitschko deutlich unterlegen, musste bereits in der zweiten Runde erstmals zu Boden und verlor in der vierten Runde durch K. o.
Mormeck bestritt seinen letzten Profikampf am 6. Dezember 2014 gegen den Polen Mateusz Masternak. Er verlor nach 10 Runden einstimmig nach Punkten.